# Ere Kokkonen
Ere Kokkonen (7 de julio de 1938 – 16 de octubre de 2008) fue un director, actor y guionista finlandés.

## Biografía
Su nombre completo era Erkki Olavi Kokkonen, y nació en Savonlinna, Finlandia, siendo el hijo mayor de Väinö y Elna Kokkonen. Tuvo una hermana llamada Ulla. En su juventud Kokkonen fue un ávido atleta, practicando fútbol y esquí. En 1945 inició sus estudios en la escuela primaria Puistokatu, ingresando en la escuela secundaria de niños Savonlinna en 1949. Finalizó su formación en 1958, año de su graduación.
En otoño de 1959 se matriculó en la Facultad de Matemáticas y Ciencias Naturales de la Universidad de Helsinki para estudiar física. Durante su estancia formó parte en las actividades del teatro estudiantil, y en el otoño de 1960 empezó a dar clases de matemáticas en la escuela mixta Jokela. Al mismo tiempo, consiguió un trabajo nocturno como director de estudio en el canal televisivo Tesvisio. 
Desde 1961 trabajó para Mainostelevisiossa y Yleisradio. Fue director de entretenimiento de MTV en 1974. En el año 1983 fue director de producción de la empresa Spede-Yhtiöt, propiedad de Spede Pasanen. También fue director de programación de Yleisradio entre 1991 y 1993.
Kokkonen fue director teatral, cinematográfico y televisivo, dirigiendo 33 largometrajes entre 1966 y 2004. Son más recordadas sus películas de las series Uuno Turhapuro y Vääpeli Körmy, así como producciones basadas en historias de Arto Paasilinna. Kokkonen colaboró desde los años 1960 hasta su muerte con el cineasta Spede Pasanen.
Desde 1995 dirigió el Komediateatteri Arena, en el cual produjo una gran cantidad de espectáculos, parte de ellos tratando temas de actualidad política. Además, en su tiempo en MTV-teatteri en los años produjo también diferentes representaciones dramáticas de temática seria.
Fundó, en 1987, la productora cinematográfica Ere Kokkonen Oy. Por su trayectoria, en el año 1999 recibió el nombramiento de Consejero de Cine otorgado por el presidente de la República, así como un Premio Telvis en 2002.
Ere Kokkonen falleció en Helsinki, Finlandia, en el año 2008. Había estado casado con Tarja-Tuulikki Tarsala (1960–1970), Titta Jokinen (1974–1978) y Anna-Maija Kokkonen (1984–2008). Con la segunda tuvo una hija, Kiti Kokkonen.

## Filmografía (selección)
- 1961-1963 : Hilma ja Akseli (serie TV, director)
- 1966 : Millipilleri (guionista, director y actor)
- 1966-1967 : Spedevisio (serie TV, director)
- 1966 : Paha kulkee (telefilm, director)
- 1967 : Pähkähullu Suomi (guionista y actor)
- 1967-1971 : 50 pientä minuuttia (serie TV, director)
- 1968 : Noin 7 veljestä (guionista y actor)
- 1968 : Mies elää (director)
- 1969 : Näköradiomiehen ihmeelliset siekailut (guionista y director)
- 1969 : Leikkikalugangsteri (guionista, director y actor)
- 1969 : Pohjan tähteet (guionista, director y actor)
- 1969 : Yksin (teatro televisivo, guionista y director)
- 1970 : Jussi Pussi (guionista y director)
- 1970 : Speedy Gonzales – Noin 7 veljeksen poika (guionista y director)
- 1971 : Kahdeksas veljes (actor)
- 1971 : Saatanan radikaalit (actor)
- 1973 : Uuno Turhapuro (director y actor)
- 1973 : Hei, heipparallaa Helsinki (teatro televisivo, dirección)
- 1974 : Viu-hah hah-taja (guionista, director y actor)
- 1974-1979 : Sämpy (serie TV, director)
- 1975 : Professori Uuno D. G. Turhapuro (director y actor)
- 1976 : Lottovoittaja UKK Turhapuro (director y actor)
- 1977 : Häpy Endkö? Eli kuinka Uuno Turhapuro sai niin kauniin ja rikkaan vaimon (director y actor)
- 1978 : Rautakauppias Uuno Turhapuro – presidentin vävy (director)
- 1981 : Uuno Turhapuron aviokriisi (director)
- 1982 : Uuno Turhapuro menettää muistinsa (director)
- 1983 : Uuno Turhapuron muisti palailee pätkittäin (director y actor)
- 1984 : Uuno Turhapuro armeijan leivissä (guionista y director)
- 1985 : Hei kliffaa hei (guionista, director y actor)
- 1985 : Uuno Epsanjassa (guionista, director y actor)
- 1985 : Kymppitonni (serie TV, director)
- 1985 : PikaPakinaPaketti (serie TV, director)
- 1986 : Uuno Turhapuro muuttaa maalle (guionista, director y actor)
- 1986 : Liian iso keikka (guionista, director y actor)
- 1986 : Pikkupojat (director y actor)
- 1988 : Rakastan, rakastan (serie TV, director)
- 1988 : Rakkaat sisaret (serie TV, director)
- 1990 : Vääpeli Körmy ja marsalkan sauva (guionista y director)
- 1991 : Uuno Turhapuro herra Helsingin herra (guionista, director y actor)
- 1991 : Vääpeli Körmy ja vetenalaiset vehkeet (guionista, director y actor)
- 1992 : Uuno Turhapuro – Suomen tasavallan herra presidentti (guionista y director)
- 1992 : Vääpeli Körmy ja etelän hetelmät (guionista y director)
- 1993 : Viimeiset siemenperunat (serie TV, productor)
- 1994 : Vääpeli Körmy – taisteluni (guionista y director)
- 1995 : Suloinen myrkynkeittäjä (serie TV, director)
- 1996 : Elämä lyhyt, Rytkönen pitkä (guionista y director)
- 1997 : Vääpeli Körmy ja kahtesti laukeava (guionista y director)
- 1998 : Johtaja Uuno Turhapuro – pisnismies (guionista, director y actor)
- 2000 : Hurmaava joukkoitsemurha (guionista, director y actor)
- 2002 : Kymmenen riivinrautaa (guionista, director y actor)
- 2004 : Uuno Turhapuro – This Is My Life (guionista, director y actor)

## Teatro Komediateatteri Arena
- 1992 : Presidenttipeli (guion y dirección)
- 1993 : Monttu auki (guion y dirección)
- 1994 : Oho! Sano Brysseli (guion y dirección)
- 1995 : Totta Mooses (guion y dirección)
- 1995 : Tyttökullat (dirección)
- 1996 : 3 Lumikkia ja 200 Kääpiötä (guion y dirección)
- 1997 : Mistä tenori? - Eli Kusta il Stupido (dirección)
- 1997 : Ihan auki Eurooppaan (guion y dirección)
- 1998 : Torvensoittaja katolla (guion y dirección)
- 1999 : Pennitön uneksija (guion)
- 1999 : Ysi ysi – Parasta ennen 2000 (guion y dirección)
- 1999 : After-Play - Kierros vielä (dirección)
- 2000 : Akkavalta (guion y dirección)
- 2001 : Ihan Pimeetä - Black Comedy (dirección)
- 2001 : Nokkapokka (guion y dirección)
- 2002 : Potut pottuina (guion y dirección)
- 2003 : Pulinat pois (guion y dirección)
- 2004 : Rakastan rakastan (guion y dirección)
- 2004 : Maamme nauru (guion y dirección)
- 2005 : Hätäinen hääyö (guion y dirección)
- 2005 : Haluatko presidentiksi? (guion y dirección)
- 2006 : Löysät pois (guion y dirección)
- 2006 : Ruma Elsa (dirección)
- 2006 : Natoni on toista maata (guion)
- 2007 : Tabe Slioorin tarina (guion con Timo Elo, dirección)
- 2007 : Lumikki ja Älykääpiöt (guion y dirección)
- 2008 : Arto Paasilinna ja Hurmaava joukkoitsemurha (dirección)
- 2008 : Paukkurauta Tarja ja huuliharppukostaja (guion y dirección)
- 2009 : Spede ja kumppanit - eli tarina miehistä jotka tunsivat Uuno Turhapuron (guion)